# Jiří Feureisl
Jiří Feureisl (ur. 3 października 1931, zm. 12 maja 2021) – piłkarz czeski grający na pozycji napastnika. W swojej karierze rozegrał 11 meczów w reprezentacji Czechosłowacji i strzelił w nich 7 goli.

## Kariera klubowa
W swojej karierze piłkarskiej Feureisl grał między innymi w klubie Slavia Karlovy Vary.

## Kariera reprezentacyjna
W reprezentacji Czechosłowacji Feureisl zadebiutował 10 maja 1956 w wygranym 6:1 towarzyskim meczu ze Szwajcarią, w którym strzelił cztery gole. W 1958 roku został powołany do kadry na mistrzostwa świata w Szwecji. Na tym turnieju wystąpił w trzech meczach: z RFN (2:2), z Argentyną (6:1 i gol) i z Irlandią Północną (1:2). Od 1956 do 1958 roku rozegrał kadrze narodowej 11 meczów i zdobył w nich 7 bramek.